# Anilocra prionuri
Anilocra prionuri es una especie de crustáceo isópodo marino del género Anilocra, familia Cymothoidae.
Fue descrita científicamente por Williams & Bunkley-Williams en 1986.

## Distribución
Esta especie se encuentra en Japón.